# 大衛·貝親
大衛·貝親（David Pigeon），是加拿大早期的一位英國軍人。1711年6月21日，他帶領一連的新英格蘭省民兵，從新斯科舍省的安納波利斯羅亞爾警衛隊搭乘「德文郡號」捕鯨船沿安納波利斯河上溯，在血腥河戰役遭到伏擊。當時他是北埃賽克斯軍團查理·霍比爵士團中的一名少校。他與剩餘的部下一同被關在魁北克，並被迫支付800里弗爾以作為贖金。1713年，他以半價獲釋，並持續領取退休金直到至少1722年。

## 來源資料
1. ↑  Charles Dalton, English army lists and commission registers, 1661-1714, Volume 6
2. ↑  pp. 469–484; William A. Shaw and  F. H. Slingsby, Calendar of Treasury Books, Volume 30: 1716